# خارش زمستانی
خارش زمستانی نوعی التهاب پوستی است که نشانه‌های آن عبارتند از خشکی غیرطبیعی پوست، خارش و ترک پوست. پایین‌های پا بیش از بخش‌های دیگر بدن دچار این عارضه می‌شود اما این بیماری در ناحیهٔ زیر بغل هم دیده شده است.
این بیماری در افراد سالمند بیشتر دیده می‌شود اما می‌تواند برای افراد زیر ۲۰ سال هم رخ دهد. ناحیه‌ای که دچار این عارضه شده است قرمز می‌شود، سطح آن ناهموار می‌شود و جوشدانه‌هایی مانند جوش‌های پس از اصلاح صورت در آن دیده می‌شود که این جوش‌ها می‌تواند باعث التهاب گردد.

## درمان
یک راه درمان این عارضه، پرهیز از خارش زیاد و زخم کردن ناحیهٔ آسیب دیده است برای این کار می‌توان مرتب از پمادهای ضد خارش و لوسیون‌های مرطوب‌کننده استفاده کرد.
پژوهشی در سال ۲۰۰۵ نشان داده است که اگر فرد بخش ملتهب را به مدت ۲۰ دقیقه در آب خیس کند سپس از پمادهای متوسط تا قوی کورتیکواستروئید استفاده کند می‌تواند تأثیرات مثبتی بر روی پوستش مشاهده کند.